# Im Auftrag des Drachen
Im Auftrag des Drachen (Originaltitel: The Eiger Sanction) ist ein US-amerikanischer Actionthriller von und mit Clint Eastwood. Die Handlung beruht auf einem Roman von Rod Whitaker, bekannt unter seinem Künstlernamen Trevanian.
Die Dreharbeiten begannen am 12. August 1974 und dauerten bis Ende September. Der Film lief am 22. August 1975 in den bundesdeutschen Kinos an.

## Handlung
Der Kunstdozent Dr. Jonathan Hemlock ist an einem Provinzcollege beschäftigt. Er hat eine bemerkenswerte Sammlung alter und wertvoller Gemälde. Hemlock arbeitete früher für eine Geheimorganisation der Regierung namens „C2“, für die er als „Sanktionen“ bezeichnete Mordanschläge verübte. Er ist aus dem Geschäft jedoch ausgestiegen.
Sein ehemaliger Vorgesetzter mit dem Codenamen „Drache“ – ein Altnazi und Albino mit Lichtallergie – beauftragt ihn noch einmal mit der Eliminierung zweier Männer, die einen Geheimagenten getötet haben. Als Boten sendet Drache den aufdringlichen und unerträglichen Handlanger Pope, den Hemlock zutiefst verabscheut. Zuerst lehnt Hemlock ab, akzeptiert den Auftrag aber schließlich doch, nachdem der Drache ihm droht, der Steuerbehörde einen Tipp über die Herkunft des Geldes für die Gemälde zu geben.
Den ersten Mann spürt er schnell auf und ermordet sowohl ihn als auch dessen Bodyguard. Damit er auch den zweiten Mann aufspürt, setzt der Drache die Agentin Jemima Brown auf ihn an, die ihn verführt und ihm die 20.000 Dollar für den ersten Auftrag abnimmt. Er willigt ein, sobald er vom Drachen erfährt, dass der getötete Geheimagent ein alter Freund war, und dass nur Hemlock diesen Auftrag ausführen kann, da er mit einer Durchsteigung der Eiger-Nordwand verbunden ist, an der der zweite Mann teilnimmt. Dafür erhandelt er vom Drachen 100.000 Dollar Honorar und eine Unbedenklichkeitsbescheinigung des Finanzamtes für seine geschmuggelten Kunstwerke.
Da Hemlock als Bergsteiger aus der Übung ist, trainiert er mit seinem Freund Ben Bowman in den Bergen von Arizona. Bowman betreibt dort ein Hotel und eine Schule für Bergsteiger. Seine Trainerin ist die schweigsame Indianerin George. Im Hotel erscheint Miles Mellough, ein anderer Agent, der auch Hemlocks Rache fürchten muss, und schlägt ihm vor, ihm die Identität des zweiten Mannes zu verraten, wenn Hemlock ihn künftig in Ruhe lasse. Hemlock geht nicht darauf ein.
George taucht in Hemlocks Schlafzimmer auf und verführt ihn. Dabei verabreicht sie  ihm eine Morphium-Injektion. Hemlock geht davon aus, dass sie im Auftrag von Miles Mellough gehandelt hat. Nach der Betäubung hätte Mellough ihm wahrscheinlich dann eine Überdosis Drogen injiziert. Bowman bewahrt ihn davor. Hemlock lässt sich von Mellough und dessen Leibwächter in die Wüste verfolgen, erschießt dort den Leibwächter und lässt Mellough allein ohne Wasser und Transportmittel zurück, so dass er verdurstet.
An der Eiger-Expedition sind neben Hemlock der Deutsche Karl Freytag, der Österreicher Anderl Meyer und der Franzose Jean-Paul Montaigne mit seiner Frau Anna beteiligt, die jedoch nicht mitklettert. Da der Drache noch nicht herausgefunden hat, welcher Teilnehmer der Expedition der gesuchte Mann ist, muss Hemlock während der Besteigung alle drei im Auge behalten. Per Teleskop verfolgt Bowman die Gruppe von seinem Hotel auf der Kleinen Scheidegg aus.
Montaigne erleidet infolge Steinschlags eine Gehirnerschütterung und stirbt in der darauffolgenden kalten Nacht im Biwak. Daraufhin bricht die Gruppe die Besteigung ab und will sich zum Stollenloch (einem Eingang zum Tunnelsystem der Jungfraubahn) abseilen, wo eine Rettungsmannschaft unter Bowmans Leitung sie erwarten kann. Auf Grund des einsetzenden Föhns stürzen Freytag und Meyer während des Abstiegs in die Tiefe, der noch am Seil hängende Hemlock kann gerettet werden. Dabei fällt ihm auf, dass Bowman hinkt – wie es der gesuchte zweite Mann auch tun soll.
Auf der Rückfahrt mit der Bahn gesteht Bowman ihm, der Gesuchte zu sein. Hemlock erfährt, dass George Bowmans Tochter ist und Bowman in eine Notlage geraten war, weil George drogensüchtig war und Hilfe brauchte. Hemlock verzichtet auf weitere Rache.
Als der Drache ihn schließlich anruft und ihn zu seiner (vermeintlichen) Eliminierung sogar aller Expeditionsteilnehmer gratuliert, verschweigt Hemlock ihm Bowmans Mitschuld an der Ermordung des Agenten. Dann macht er erfolgreich Jemima Brown den Hof.

## Hintergrund

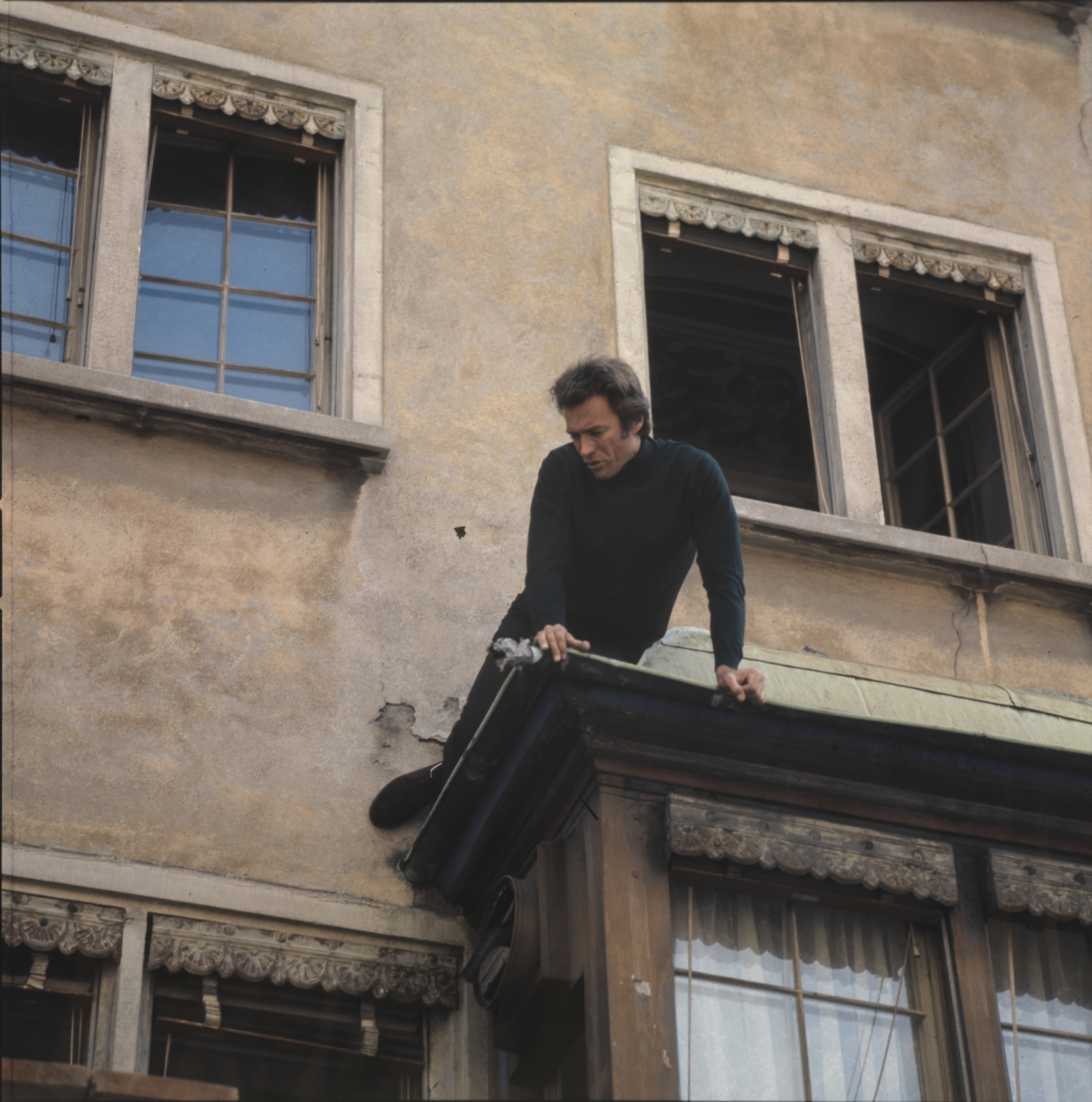
Clint Eastwood während der Dreharbeiten 1974 in Zürich

Während des Drehs kam es zu einer Reihe von Unfällen. Der 27-jährige Bergsteiger David Knowles starb im Gebirge. Der Kameramann Stanley machte Eastwood schwere Vorwürfe. Dieser hätte die Dreharbeiten schlampig vorbereitet und erheblichen Druck auf alle Beteiligten ausgeübt. Stanley wurde nie wieder von Eastwood oder Malpaso Productions engagiert. Etliche andere Unfälle wurden vor der Öffentlichkeit verschwiegen.

### Drehorte
- Carmel-by-the-Sea, USA
- Eiger, Schweiz
- Kleine Scheidegg, Schweiz
- Los Angeles, USA
- Monterey (Kalifornien), USA
- Monument Valley, insbesondere der Totem Pole, USA
- Stage 28, Universal Studios, Universal City, USA
- Zion National Park, Springdale, Utah, USA
- Zürich, Schweiz[3]

## Kritiken
Roger Ebert kritisiert in der Chicago Sun-Times, der Film setze mehr auf spektakuläre Effekte als auf die zu erzählende Geschichte. Die Handlung sei „unglaublich verwirrend“. Er lobt, dass Eastwood sich in den Szenen des Bergsteigens nicht doubeln lasse, was diese Szenen realistischer und beeindruckender mache. Auch Carsten Baumgardt äußert sich in filmstarts.de zwiespältig: Einerseits nähmen die plot holes „beängstigende Dimensionen“ an und über Glaubwürdigkeit denke man hier besser nicht nach, doch diese Schwächen verblassen gegenüber den grandiosen Schauwerten, die der Film biete. Ähnlich urteilt Oliver Armknecht auf film-rezensionen.de: „Wer […] sich auch nicht an dem mal unsinnigen, mal fragwürdigen Inhalt stößt, kann sich schon hiervon unterhalten lassen“ und bezeichnet den Film als „nostalgisches Kopfaus-Kino.“
Das Lexikon des internationalen Films urteilt eher negativ. Der Film sei „langweilend“ und folge dem „James-Bond-Muster“. Er biete lediglich „einige reißerischen Effekte“ sowie die „üblichen Klischees“.
Die Website Rotten Tomatoes wertete 14 Kritiken aus und gab dem Film eine positive Rate von 71 Prozent.